# Aneilema recurvatum
Aneilema recurvatum är en himmelsblomsväxtart som beskrevs av Robert Bruce Faden. Aneilema recurvatum ingår i släktet Aneilema och familjen himmelsblomsväxter. Inga underarter finns listade.